# رولر تشامبيونز
رولر تشامبيونز هي لعبة رياضة مجانية سيتم تطويرها بواسطة يوبي سوفت مونتريال وسوف تنشرها يوبي سوفت. تم التحديد مؤخراً ليتم إصدارها لـ ميكروسوفت ويندوز في أوائل عام 2021.

## طريقة اللعب
هي لعبة متعددة اللاعبين 3 ضد 3 تعتمد على منظور الشخص الثالث، في اللعبة يتنافس فريقان من اللاعبين ضد بعضهما البعض لكسب خمس نقاط في غضون سبع دقائق من خلال رمي الكرة في المرمى. من أجل التسجيل يجب على اللاعب الحصول على الكرة والتزلج على الأقل لفة واحدة دون مقاطعة من قبل الخصوم، يمكن إكمال لفات اللاحقة من قبل زملائه الآخرين عن طريق تمرير الكرة لهم. يمكن للاعبين كسب المزيد من النقاط لكل هدف عن طريق استكمال المزيد من الفات.